# Kanton Lyons-la-Forêt
Lyons-la-Forêt is een voormalig kanton van het Franse departement Eure. Het kanton maakt deel uit van het arrondissement Les Andelys. Het werd opgeheven bij decreet van 25 februari 2014, met uitwerking op 22 maart 2015. Alle gemeenten werden opgenomen in het nieuwe kanton Romilly-sur-Andelle.

## Gemeenten
Het kanton Lyons-la-Forêt omvatte de volgende gemeenten:
- Beauficel-en-Lyons
- Bézu-la-Forêt
- Bosquentin
- Fleury-la-Forêt
- Les Hogues
- Lilly
- Lisors
- Lorleau
- Lyons-la-Forêt (hoofdplaats)
- Rosay-sur-Lieure
- Touffreville
- Le Tronquay
- Vascœuil